# 副詞
副詞（ふくし、英: adverb）とは品詞のひとつ。

## 日本語の副詞
自立語で活用がなく、主語にならない語のうち、おもに用言（動詞、形容詞、形容動詞）を修飾することば（連用修飾語）。名詞や他の副詞を修飾することもある。形容詞から派生する場合、形容詞の終止形の語尾「い」を「く」に代えることでも副詞と同様な用法になり、副詞に含まれることもあるが、これは形容詞の連用形とするのが主流である。

### 種類と働き
| 種類               | 働き                                                               | 相当する語                                                   |
| ------------------ | ------------------------------------------------------------------ | ------------------------------------------------------------ |
| 状態               | 主に動詞を修飾し、動作・作用がどんな状態（どのように）かを表す副詞 | 「すぐに」「ときどき」など。                                 |
| 程度               | 疑問・禁止・感動などの意味を付け加える副詞                         | 「とても」「もっと」「かなり」など。                         |
| 叙述（陳述・呼応） | 被修飾語の部分に決まった言い方を必要とする（副詞の呼応という）副詞 | 「決して（～ない）」「なぜなら（～だから）」など。           |
| 指示               | 物事の様子などを指し示す副詞                                       | 「こう」「そう」「ああ」「どう」の四語だけである。（指示語） |

- 擬声語は副詞に含まれる。

例）
- 父とよく買い物に出かけます。

頻度を表す副詞
- 旦那と頻繁に買い物に出かけます。

「頻繁に」は、頻繁だ、頻繁で、頻繁な、などと活用するので副詞ではない（形容動詞の連用形）
- 彼は難問をやすやすと解決した。

容易な様を表す副詞
- 彼は難問をたやすく解決した。

「たやすく」は、たやすかろ、たやすく、たやすい、などと活用するので副詞ではない（形容詞の連用形）

### 状態の副詞

#### 時間関係
- 練習をしばらく休む。
- 準備をすぐに始める。

#### 頻度
- たまに買い物に行く。
- いつもニコニコする。

#### 様子(擬態語)
- 上をそっと見る。
- 背がぐんぐん伸びる。
- 人をジロジロ見る。

#### 音(擬声語)
- 蛙がケロケロとなく。
- ドアがガタガタ鳴る。

### 程度の副詞
1. 出来上がりが、たいそう美しい。(形容詞を修飾)
2. 彼の仕草ははなはだ愉快だ。(形容動詞を修飾)
3. 気力がめっきり衰えた。(動詞を修飾)
4. もっと上を探しなさい。(名詞を修飾)
5. もっとゆっくり歩け。(副詞を修飾)

### 呼応の副詞
1. 明日はきっと雨だ。(肯定)
2. とうていできない。(否定)
3. おそらくこないだろう。(推量)
4. まさか彼はいくまい。(否定推量)
5. なぜいかないのか。(疑問)
6. どうかおいでください。(依頼)
7. あたかも風のごとく消える。(たとえ)
8. もし失敗したらどうしよう。(仮定)
9. 決してまけるな。(禁止)

## 英語の副詞
日本語同様 動詞、形容詞、副詞を修飾するほか、文頭や文末、あるいは挿入構文として文中に置くことで文自体を条件付ける文修飾となるものもある。
"often"や"well"の他、形容詞から派生し接尾辞 "-ly" を付けて副詞とするものも多いが、慣用的に一般名詞、ないしは代名詞を含んだ名詞句も副詞句を形成する。
例）
- I often go shopping with my husband.

「私は夫と一緒によく買い物に出かけます。」
- He resolved the problem very easily.

「彼はその問題をいともたやすく解決した。」
- I went to school yesterday.

「私は昨日学校へ行った。」
- I want to go abroad this summer.

「私はこの夏外国へ行きたい。」

## エスペラントの副詞
エスペラントの副詞は動詞・形容詞・副詞を修飾する。大半の副詞の語尾は-eだが、目的格の-enとして移動の方向を示すこともある。hejme（家で）がhejmen（家へ）など。また、エスペラントには原形副詞といって主に-aŭで終わり、時や程度を表す副詞も存在する。語尾の無い nur のような副詞もある。